# Gran Premio de Australia de Motociclismo de 2013
El Gran Premio de Australia de Motociclismo de 2013 (oficialmente Tissot Australian Motorcycle Grand Prix) fue la decimosexta prueba del Campeonato del Mundo de Motociclismo de 2013. Tuvo lugar en el fin de semana del 18 al 20 de octubre de 2013 en el Circuito de Phillip Island que está ubicado en la isla de Phillip Island, estado de Victoria, Australia.
La carrera de MotoGP fue ganada por Jorge Lorenzo, seguido de Dani Pedrosa y Valentino Rossi. Pol Espargaró fue el ganador de la prueba de Moto2, por delante de Thomas Lüthi y Jordi Torres. La carrera de Moto3 fue ganada por Álex Rins, Maverick Viñales fue segundo y Luis Salom tercero.

## Resultados

### Resultados MotoGP
| Pos     | N.º | Piloto           | Constructor  | Vueltas | Tiempo        | Parrilla | Puntos |
| ------- | --- | ---------------- | ------------ | ------- | ------------- | -------- | ------ |
| 1       | 99  | Jorge Lorenzo    | Yamaha       | 19      | 29:07.155     | 1        | 25     |
| 2       | 26  | Dani Pedrosa     | Honda        | 19      | +6.936        | 5        | 20     |
| 3       | 46  | Valentino Rossi  | Yamaha       | 19      | +12.344       | 3        | 16     |
| 4       | 35  | Cal Crutchlow    | Yamaha       | 19      | +12.460       | 6        | 13     |
| 5       | 19  | Álvaro Bautista  | Honda        | 19      | +12.513       | 4        | 11     |
| 6       | 38  | Bradley Smith    | Yamaha       | 19      | +28.263       | 7        | 10     |
| 7       | 69  | Nicky Hayden     | Ducati       | 19      | +32.953       | 8        | 9      |
| 8       | 29  | Andrea Iannone   | Ducati       | 19      | +35.062       | 10       | 8      |
| 9       | 4   | Andrea Dovizioso | Ducati       | 19      | +35.104       | 9        | 7      |
| 10      | 14  | Randy de Puniet  | ART          | 19      | +37.426       | 12       | 6      |
| 11      | 41  | Aleix Espargaró  | ART          | 19      | +46.099       | 13       | 5      |
| 12      | 5   | Colin Edwards    | FTR Kawasaki | 19      | +48.149       | 11       | 4      |
| 13      | 68  | Yonny Hernández  | Ducati       | 19      | +49.911       | 15       | 3      |
| 14      | 8   | Héctor Barberá   | FTR          | 19      | +49.998       | 19       | 2      |
| 15      | 9   | Danilo Petrucci  | Ioda-Suter   | 19      | +58.718       | 17       | 1      |
| 16      | 23  | Luca Scassa      | ART          | 19      | +58.791       | 20       |        |
| 17      | 71  | Claudio Corti    | FTR Kawasaki | 19      | +1:08.105     | 14       |        |
| 18      | 70  | Michael Laverty  | ART          | 19      | +1:27.230     | 18       |        |
| 19      | 52  | Lukáš Pešek      | Ioda-Suter   | 19      | +1:31.093     | 22       |        |
| 20      | 7   | Hiroshi Aoyama   | FTR          | 18      | +1 vuelta     | 16       |        |
| 21      | 50  | Damian Cudlin    | PBM          | 17      | +2 vueltas    | 23       |        |
| DSQ     | 93  | Marc Márquez     | Honda        | 14      | Descalificado | 2        |        |
| DSQ     | 67  | Bryan Staring    | FTR Honda    | 14      | Descalificado | 21       |        |
| DNS     | 6   | Stefan Bradl     | Honda        |         | Lesionado     |          |        |
| Fuente: |     |                  |              |         |               |          |        |

### Resultados Moto2
| Pos     | N.º | Piloto              | Constructor | Vueltas | Tiempo     | Parrilla | Puntos |
| ------- | --- | ------------------- | ----------- | ------- | ---------- | -------- | ------ |
| 1       | 40  | Pol Espargaró       | Kalex       | 13      | 20:19.219  | 1        | 25     |
| 2       | 12  | Thomas Lüthi        | Suter       | 13      | +0.591     | 5        | 20     |
| 3       | 81  | Jordi Torres        | Suter       | 13      | +0.679     | 3        | 16     |
| 4       | 3   | Simone Corsi        | Speed Up    | 13      | +0.893     | 13       | 13     |
| 5       | 15  | Alex de Angelis     | Speed Up    | 13      | +1.111     | 4        | 11     |
| 6       | 77  | Dominique Aegerter  | Suter       | 13      | +3.073     | 12       | 10     |
| 7       | 36  | Mika Kallio         | Kalex       | 13      | +3.234     | 6        | 9      |
| 8       | 80  | Esteve Rabat        | Kalex       | 13      | +3.655     | 2        | 8      |
| 9       | 18  | Nicolás Terol       | Suter       | 13      | +10.182    | 8        | 7      |
| 10      | 95  | Anthony West        | Speed Up    | 13      | +18.083    | 19       | 6      |
| 11      | 11  | Sandro Cortese      | Kalex       | 13      | +18.317    | 7        | 5      |
| 12      | 88  | Ricard Cardús       | Speed Up    | 13      | +19.415    | 20       | 4      |
| 13      | 52  | Danny Kent          | Tech 3      | 13      | +32.194    | 21       | 3      |
| 14      | 8   | Gino Rea            | Speed Up    | 13      | +32.835    | 22       | 2      |
| 15      | 7   | Doni Tata Pradita   | Suter       | 13      | +35.588    | 24       | 1      |
| 16      | 54  | Mattia Pasini       | Speed Up    | 13      | +36.183    | 9        |        |
| 17      | 31  | Kohta Nozane        | Motobi      | 13      | +36.542    | 27       |        |
| 18      | 44  | Steven Odendaal     | Speed Up    | 13      | +36.913    | 26       |        |
| 19      | 25  | Azlan Shah          | Moriwaki    | 13      | +37.099    | 28       |        |
| 20      | 97  | Rafid Topan Sucipto | Speed Up    | 13      | +37.426    | 23       |        |
| 21      | 23  | Marcel Schrötter    | Kalex       | 13      | +41.817    | 17       |        |
| 22      | 30  | Takaaki Nakagami    | Kalex       | 13      | +41.933    | 14       |        |
| 23      | 34  | Ezequiel Iturrioz   | Kalex       | 13      | +47.089    | 29       |        |
| 24      | 49  | Axel Pons           | Kalex       | 13      | +1:30.731  | 16       |        |
| Ret     | 92  | Álex Mariñelarena   | Kalex       | 7       | Caída      | 25       |        |
| Ret     | 96  | Louis Rossi         | Tech 3      | 5       | Caída      | 18       |        |
| Ret     | 19  | Xavier Siméon       | Kalex       | 4       | Caída      | 10       |        |
| Ret     | 5   | Johann Zarco        | Suter       | 3       | Caída      | 11       |        |
| Ret     | 60  | Julián Simón        | Kalex       | 2       | No terminó | 15       |        |
| DNS     | 45  | Scott Redding       | Kalex       |         | Lesionado  |          |        |
| DNS     | 10  | Thitipong Warokorn  | Suter       |         | Lesionado  |          |        |
| Fuente: |     |                     |             |         |            |          |        |

### Resultados Moto3
| Pos     | N.º | Piloto                 | Constructor | Vueltas | Tiempo          | Parrilla | Puntos |
| ------- | --- | ---------------------- | ----------- | ------- | --------------- | -------- | ------ |
| 1       | 42  | Álex Rins              | KTM         | 23      | 37:40.375       | 5        | 25     |
| 2       | 25  | Maverick Viñales       | KTM         | 23      | +0.003          | 4        | 20     |
| 3       | 39  | Luis Salom             | KTM         | 23      | +0.178          | 1        | 16     |
| 4       | 12  | Álex Márquez           | KTM         | 23      | +0.502          | 13       | 13     |
| 5       | 8   | Jack Miller            | FTR Honda   | 23      | +0.601          | 10       | 11     |
| 6       | 94  | Jonas Folger           | Kalex KTM   | 23      | +1.077          | 2        | 10     |
| 7       | 7   | Efrén Vázquez          | Mahindra    | 23      | +1.104          | 3        | 9      |
| 8       | 23  | Niccolò Antonelli      | FTR Honda   | 23      | +2.267          | 12       | 8      |
| 9       | 31  | Niklas Ajo             | KTM         | 23      | +15.074         | 21       | 6      |
| 10      | 10  | Alexis Masbou          | FTR Honda   | 23      | +15.960         | 11       | 6      |
| 11      | 63  | Zulfahmi Khairuddin    | KTM         | 23      | +15.974         | 9        | 5      |
| 12      | 84  | Jakub Kornfeil         | Kalex KTM   | 23      | +16.105         | 14       | 4      |
| 13      | 32  | Isaac Viñales          | FTR Honda   | 23      | +16.311         | 6        | 3      |
| 14      | 5   | Romano Fenati          | FTR Honda   | 23      | +16.532         | 17       | 2      |
| 15      | 41  | Brad Binder            | Mahindra    | 23      | +16.629         | 15       | 1      |
| 16      | 61  | Arthur Sissis          | KTM         | 23      | +16.665         | 16       |        |
| 17      | 17  | John McPhee            | FTR Honda   | 23      | +16.898         | 19       |        |
| 18      | 11  | Livio Loi              | Kalex KTM   | 23      | +17.353         | 23       |        |
| 19      | 22  | Ana Carrasco           | KTM         | 23      | +19.042         | 7        |        |
| 20      | 53  | Jasper Iwema           | Kalex KTM   | 23      | +36.382         | 24       |        |
| 21      | 57  | Eric Granado           | Kalex KTM   | 23      | +43.184         | 25       |        |
| 22      | 43  | Luca Grünwald          | Kalex KTM   | 23      | +43.193         | 26       |        |
| 23      | 9   | Toni Finsterbusch      | Kalex KTM   | 23      | +43.210         | 28       |        |
| 24      | 77  | Lorenzo Baldassarri    | FTR Honda   | 23      | +43.350         | 27       |        |
| 25      | 89  | Alan Techer            | TSR Honda   | 23      | +43.357         | 18       |        |
| 26      | 44  | Miguel Oliveira        | Mahindra    | 23      | +44.482         | 8        |        |
| 27      | 58  | Juan Francisco Guevara | TSR Honda   | 23      | +59.576         | 30       |        |
| 28      | 21  | Luca Amato             | Mahindra    | 23      | +1:08.240       | 29       |        |
| 29      | 80  | Hafiq Azmi             | FTR Honda   | 23      | +1:33.737       | 32       |        |
| 30      | 75  | Lachlan Kavney         | Bullet      | 22      | +1 vuelta       | 33       |        |
| Ret     | 29  | Hyuga Watanabe         | FTR Honda   | 10      | Caída           | 31       |        |
| Ret     | 4   | Francesco Bagnaia      | FTR Honda   | 7       | No terminó      | 22       |        |
| DNS     | 65  | Philipp Öttl           | Kalex KTM   |         | No participó    | 20       |        |
| DNS     | 3   | Matteo Ferrari         | FTR Honda   |         | Lesionado       |          |        |
| DNQ     | 47  | Callum Barker          | Honda       |         | No se clasificó |          |        |
| Fuente: |     |                        |             |         |                 |          |        |